# Каорера (Белуно)
Каорера (итал. Caorera) је насеље у Италији у округу Белуно, региону Венето.
Према процени из 2011. у насељу је живело 96 становника. Насеље се налази на надморској висини од 232 м.